# Российское общество историков-архивистов
Российское общество историков-архивистов (РОИА) – общероссийская общественная организация, объединяющая на добровольных началах архивистов, историков, документоведов, работников музеев и библиотек, краеведов, преподавателей вузов и студентов, представителей СМИ и других профессий, деятельность которых связана с сохранением, комплектованием и использованием Архивного фонда РФ, сохранением историко-культурного наследия народов России, развитием архивного дела и исторической науки в России.
Основано 13 ноября 1990 г. на Всероссийском учредительном съезде в Москве.
Общество активно сотрудничает с заинтересованными государственными, общественными, религиозными и другими структурами и организациями. Оно поддерживает и развивает связи с архивными и научными учреждениями, академическими институтами, высшими учебными заведениями, органами народного образования, библиотеками, Союзом краеведов России и его региональными организациями, обществом «Знание», Союзом журналистов России, Союзом журналистов Москвы и др.
РОИА имеет собственный печатный орган – историко-архивоведческий журнал «Вестник архивиста» и сетевые журналы: на русском языке -  «Вестник архивиста.ru» и на английском языке - «Вестник архивиста.com» (а также видеожурнал - «Вестник архивиста.TV»).

## История
В мае 1990 года коллегия Главархива РСФСР рекомендовала архивным органам принять участие в подготовительных комитетах для организации обществ архивистов. Был создан Подготовительный комитет для организации проведения Всероссийского учредительного съезда. Аналогично ему на местах вели подготовительную работу местные комитеты.
13 ноября 1990 года в Москве в конференц-зале бывшего Центрального государственного архива Советской Армии (ныне РГВА) на I Учредительном съезде было провозглашено создание Российского общества историков-архивистов, определены основные направления его деятельности, утвержден Устав общества, избран руководящий орган — Центральный совет РОИА в количестве 76 членов и Контрольно-ревизионная комиссия в составе 11 человек. При Центральном совете были созданы 8 секций: организационно-правовых вопросов; социальных вопросов; научных проблем архивоведения, документоведения и археографии; научно-технических проблем архивного дела; личных фондов и старинных документальных памятников; творческих связей историков-архивистов; профессиональной подготовки архивистов; секция пропаганды и использования архивных документов. Первый пленум Центрального совета РОИА избрал Правление в составе 15 человек. Первым Председателем Правления Центрального совета РОИА был избран Я. Н. Щапов, его заместителем В. А. Тюнеев. В работе съезда приняли участие 125 делегатов, 30 членов подготовительного комитета и более 50 гостей, представлявших общественные организации, архивные и научные учреждения, отделы рукописей музеев и библиотек, гуманитарные факультеты вузов, прессу, краеведческие и другие заинтересованные организации и ведомства всех регионов РФ. 14 ноября было учреждено также Всесоюзное общество архивистов (председатель академик Г. Н. Севостьянов, заместитель председателя М. В. Стеганцев); самоликвидировалось в конце 1991 года.
В марте 1996 года состоялся II Всероссийский съезд РОИА, на котором было избрано Правление Центрального совета РОИА во главе с академиком РАН А. О. Чубарьяном. В течение 1996—2006 годов общество, используя свои возможности, стремилось всемерно содействовать достижению положительных результатов в развитии российских архивов. С начала 2000 года секции и ассоциации РОИА и его региональные отделения совместно с Федеральной архивной службой активно участвовали в разработке и обсуждении проекта закона РФ («Об архивном деле в Российской Федерации»), который был принят в 2004 году.
18 апреля 2006 года состоялся IV Всероссийский съезд РОИА, на котором председателем Правления Центрального совета РОИА избран академик В. С. Мясников. Организационные структуры РОИА действовали на тот момент уже в 73 субъектах РФ. РОИА особое значение придавало совершенствованию деятельности государственных, муниципальных и ведомственных архивов, архивов музеев и библиотек, организаций РАН на основе единых принципов организации хранения, комплектования и использования Архивного фонда РФ. В заседаниях Общественной палаты РФ стал принимать участие представитель от РОИА. В ноябре 2010 года РОИА торжественно отметило свой 20-летний юбилей.
В марте 2011 года на V Всероссийском съезде РОИА председателем Правления Центрального совета РОИА избран член-корреспондент РАН Е. И. Пивовар. В октябре 2012 года VI внеочередной Всероссийский съезд РОИА избрал первым заместителем председателя Правления И. А. Анфертьева.

## Деятельность
Важнейшей задачей РОИА является изменение отношения в стране к архивному делу, поднятие престижа архивов и профессии архивиста.
Обществом проводятся всероссийские и международные научные конференции, семинары, круглые столы по актуальным проблемам развития архивного дела и исторической науки. Также РОИА участвует в организации документальных выставок, презентациях новых документальных изданий и других мероприятиях. Под эгидой РОИА проводится Всероссийский конкурс юношеских учебно-исследовательских работ «Юный архивист». Общество успешно содействует государству в реализации различных федеральных целевых программ («Культура России (2012 – 2018 годы)», «Патриотическое воспитание граждан Российской Федерации на 2011-2015 годы» и др.)
РОИА издает сборники материалов научных конференций и семинаров, среди которых: «Историки и архивисты: сотрудничество в сохранении познании прошлого в интересах настоящего и будущего»; «Безопасность архивов и архивных фондов»; «Муниципальные архивы: правовые, организационные и научно-методические вопросы деятельности»; «Документация в информационном обществе: электронное делопроизводство и электронный архив»; «Российское общество историков-архивистов: 1990–2000 гг.»; специальный выпуск «Вестника архивиста», посвященный 200-летию А.С. Пушкина»; «Последняя война Российской империи», «История России: исследования и документы» и др.

### Международная деятельность
РОИА является постоянным членом Международного совета архивов, а также имеет отделение во Франции. Общество активно сотрудничает с профессиональными ассоциациями и обществами архивистов зарубежных стран, совместно с которыми проводит международные конференции, круглые столы, семинары и выставки по вопросам развития архивного дела и исторической науки.

## Структура
Высшим руководящим органом РОИА является Всероссийский съезд, созываемый раз в пять лет. В перерывах между заседаниями съезда деятельностью РОИА руководит Центральный совет в составе 147 человек, избираемый сроком на пять лет. Между Пленумами Центрального совета, которые созываются 1 раз в год, деятельностью общества руководит Правление, избираемое Пленумом Центрального совета на 5 лет.
Правление РОИА является постоянно действующим руководящим органом общества и решает все вопросы, связанные с практической деятельностью общества. Правление состоит из председателя, первого заместителя, трех его заместителей, ответственного секретаря и 15-ти членов.
При Правлении работают ассоциации и секции Центрального совета РОИА по основным направлениям деятельности. В их числе: ассоциация ученых-историков, генеалогическая ассоциация, секция по проблемам архивоведения, археографии, документоведения, электронного делопроизводства, профессиональной подготовки и переподготовки кадров историков-архивистов и др.
На сегодняшний день РОИА имеет структурные подразделения в 73 субъектах РФ, 15 организаций в федеральных государственных архивах, 19 ассоциаций и секций.

## Председатели
- член-корр. РАН Я. Н. Щапов (1990—1996)
- акад. А. О. Чубарьян (1996—2006)
- акад. В. С. Мясников (2006—2010)
- акад. Е. И. Пивовар (с 2010)

## Периодические издания
- Журнал "Вестник архивиста". Создан решением Правления РОИА в марте 1991 года как периодическое издание общества. Включен в Российский индекс научного цитирования и Перечень Высшей аттестационной комиссии Российской Федерации[5].
- Научный альманах "Российская генеалогия". Создан решением Правления РОИА в июне 2016 года[6]. В 2016-2023 гг. выходил под грифом Генеалогической ассоциации РОИА, с 2024 г. – под общим грифом Российского общества историков-архивистом. Включен в Российский индекс научного цитирования[7].

## Награды
- Почётный знак Российского общества историков-архивистов
- Почётная грамота Российского общества историков-архивистов

Награды присуждаются членам за активное участие в деятельности Российского общества историков-архивистов, пропаганду исторических знаний, значительный личный вклад в сохранение и популяризацию архивных документов, воспитание подрастающего поколения.